# Kamisu
Kamisu (神栖市 Kamisu-shi?) este un municipiu din Japonia, prefectura Ibaraki.